# DemoDuende
Demoduende (en inglés Demogoblin) es un personaje ficticio que aparece en los cómics estadounidenses publicados por Marvel Comics.

## Historial de publicación
Su primera aparición como DemoDuende fue en Web of Spider-Man #86 (marzo de 1992) y ha aparecido anteriormente como un demonio de nombre desconocido en The Spectacular Spider-Man #147 y fue creado por Gerry Conway y Sal Buscema. 

## Historia
DemoDuende fue originalmente un demonio sin nombre que habitaba el limbo y fue desterrado allí hace eones por razones desconocidas. Su esencia se fusionó con el Hobgoblin (Jason Macendale) cuando Jason le pidió a N'astirh más poder a cambio de su alma. Como parte de Hobgoblin, infectó al Caballero Luna, con un virus demoníaco que lo mutaría lentamente, y luchó contra el Ghost Rider y John Blaze, y fue derrotado por el arma de fuego infernal de Blaze y la cadena mística de Ghost Rider. Hobgoblin se dio cuenta rápidamente de que ser poseído por un demonio no era beneficioso y, gracias a los efectos del infierno y la cadena mística, logró expulsar a su mitad demoníaca, creando el DemoDuende, una versión más oscura y mística de la persona Hobgoblin.
DemoDuende se cree que está en una misión santa y mata a todos los que considera pecadores. Sin embargo, su definición de pecador es extrema y excluye solo a los niños. A menudo trata de matar héroes e incluso hombres santos. Afirma que es miembro de un grupo demoníaco conocido como los 'Justos': demonios que buscaron la redención por sus pecados como autoproclamados siervos del Señor al exterminar a otros demonios y destruir el mal dondequiera que lo encontraran. 
Una vez liberado del Hobgoblin, DemoDuende luego luchó y fue derrotado por Spider-Man y Macendale, como el Hobgoblin. Luego se unió al doppelganger Spider-Man y trató de matar al Hobgoblin, pero se retiraron a las profundidades de la alcantarilla cuando se opusieron a Spider-Man, Venom, Ghost Rider y Blaze.
DemoDuende luego se enfrenta al Caballero Luna, tratando de poseer su cuerpo, que fue devastado por el virus de enlace de sangre de DemoDuende de la confrontación anterior con el Hobgoblin. Caballero Luna se salvó del virus debido a la intervención del Dr. Strange y Mr. Fantástico.
Durante los eventos de "Maximum Carnage", DemoDuende se une a Carnage, Shriek, Carroña y doppelganger Spider-Man en su juerga de asesinatos en todo Manhattan. Él lucha contra Spider-Man, Venom, Iron Fist, Capitán América, Deathlok, Cloak y Dagger y Estrella de Fuego. En última instancia, se siente rechazado por los enfrentamientos internos de sus camaradas y decide dejarlos, pero el colectivo de superhéroes lo aprehende antes de poder cumplir con esta decisión.
El DemoDuende es destruido por el cazador de vampiros, Blade mientras que Blade está habilitado por el Darkhold, pero aquellos que fueron asesinados por Blade son restaurados a la vida cuando se invierte el hechizo del Darkhold.
Es convocado a San Francisco por una horda de duendes que sujetaron a la ciudad y pretenden convertir a DemoDuende en su gobernante. Sin embargo, él considera a los duendes como pecadores del peor tipo, y por eso juega con ellos solo el tiempo suficiente para matar a Charles Palentine, el hombre que había convocado a los duendes en la Tierra, y arrebatarle el collar usado para la invocación. Luego utiliza el poder casi divino del collar para matar a todos los duendes y destruye el collar, salvando así la ciudad.
La forma física de DemoDuende se mata en un enfrentamiento final con Hobgoblin, que ha ganado más fuerza que antes. Muere tratando de salvar a un niño de los escombros que se derrumban dentro de una iglesia, donde es aplastado hasta la muerte.
Post mortem, el DemoDuende aparece como una alucinación burlona del heroico Duende Verde, Phil Urich junto con las alucinaciones del original Duende Verde y el Hobgoblin.

## Poderes y habilidades
DemoDuende es un ser demoníaco, con numerosos poderes sobrenaturales otorgados por la magia. Está dotado de fuerza sobrehumana, resistencia, agilidad, reflejos y resistencia a las lesiones. Tiene una habilidad mágica para controlar mentalmente y levitar su "Duende Planeador" en miniatura de un solo hombre, compuesto de fuego del infierno y propulsarlo a altas velocidades. Él puede proyectar el fuego del infierno de sus manos. También puede convocar a demonios del infierno que atacarán a cualquiera a quien instruya que destruya.
DemoDuende puede crear místicamente "bombas de calabaza", similares a las del Duende Verde o Hobgoblin. Las bombas de calabaza anaranjadas son bombas que explotan convencionalmente (aunque mágicas) como conmoción e incendiar Jack O 'Lanterns. Las bombas negras de calabaza hacen que su objetivo se vea abrumado por sentimientos masivos de desesperación e impotencia. También puede crear humo con forma de espectro y bombas que emiten gases, y cuchillas arrojadizas con forma de murciélago.
Aparte de sus ventajas físicas y mágicas, tiene conocimientos sobre el entrenamiento militar y el combate cuerpo a cuerpo absorbido de su época fusionado con el Hobgoblin. Aunque trastornado, el DemoDuende es muy inteligente.

## Otras versiones

### Ultimate Marvel
En el universo de Ultimate Marvel, Mary Jane Watson se convierte en DemoDuende, después de ser secuestrada de su habitación por un desfigurado facialmente clon de Peter Parker, quien está decidido a darle sus poderes para que ella ya no esté en peligro por sus enemigos. Bombea en su torrente sanguíneo una cantidad no cuantificada de OZ, la droga responsable de la creación del Duende Verde, Hobgoblin y también Spider-Man. Al enterarse de esto, ella se enoja mucho y se transforma en una criatura de tipo duende roja enorme, peluda y con cuernos.
Sin embargo, cuando el verdadero Peter Parker y Spider-Woman aparecen, ella se calma y recupera su forma original, justo a tiempo para que Peter (su ex) deje a su clon malvado inconsciente. MJ es llevada al Edificio Baxter de los Cuatro Fantásticos y cuando se despierta, tiene miedo y está enojada, causando otra transformación, pero cuando ve al clon de Peter que estaba en el edificio, se calma una vez más y vuelve a su estado normal. Luego se le da lo que se cree que es una cura para los efectos de la fórmula OZ, pero la prueba la ha dejado gravemente traumatizada, y se ve afectada por problemas de pánico y perseguida por el rostro cicatrizado del desfigurado clon de Peter.
Más tarde, cuando MJ se enoja mientras observa a Peter hablar con Kitty, su exnovia, su mano comienza a temblar y sus uñas se convierten en garras brevemente, pero se calma cuando Kitty se va enojada, lo que indica que su cura podría no ser permanente o incluso completar. Mary Jane también sueña despierta una escena en la que lucha contra Spider-Man y los Cuatro Fantásticos en su forma mutante, derrotándolos uno por uno.

### Spider-Geddon
En el evento Spider-Geddon, en Vault of Spiders # 2, en Tierra-11580, se ve una versión de DemoDuende junto a Duende Verde, Hobgoblin y Jack O'Lantern durante la Noche del Duende. Intentan matar a Gwen Stacy, pero los Spiders-Man llegan y derrotan a los Duendes.

## Apariciones en otros medios

### Videojuegos
- DemoDuende aparece varias veces como un personaje principal en Spider-Man and Venom: Maximum Carnage.
- DemoDuende aparece en Lego Marvel Super Heroes. Es exclusivo de la versión de mano del videojuego.
- DemoDuende aparece en Spider-Man Unlimited.

### Juguetes
- Hasbro lanzó una figura de DemoDuende para su línea de juguetes Spider-Man: Origins en 2007. Esta figura fue un repintado de una figura de Hobgoblin previamente lanzada.
- En la New York Comic Con 2011, Hasbro lanzó una exclusiva edición de Mini Muggs (la versión en miniatura de su línea de juguetes discontinua de mayor escala, Mighty Muggs). Este conjunto, temático después del arco de la historia de Spider-Man, Maximum Carnage, contiene una versión de DemoDuende de Mini Muggs, así como Mini Muggs de Spider-Man, Carnage, Venom y J. Jonah Jameson.[19]

### Juegos de mesa
Wizkids lanzó una figura de DemoDuende como parte de su set Amazing Spider-Man HeroClix.